# معركة سد حديثة
معركة سد حديثة هي معركة وقعز في عام 2003. خلال غزو العراق، احتل حراس الجيش الأمريكي سد حديثة في الأول من أبريل لمنع تدميره. سيؤثر تدمير السد بشكل خطير على تشغيل شبكة الكهرباء في البلاد وقد يتسبب في حدوث فيضانات كبيرة في اتجاه مجرى النهر من السد.

## الخلفية
سد حديثة هو واحد من أكبر السدود في العالم، وقد وفر ثلث حمولة شبكة الكهرباء في العراق في عام 2003. يقع السد في شمال غرب بغداد وتم بناؤه خلال الحرب الباردة لتوفير الطاقة الكهرومائية لوسط العراق، بما في ذلك بغداد. كما يتحكم سد حديثة في تدفق نهر الفرات إلى حوض نهر الفرات الأدنى/دجلة. خلال غزو العراق في عام 2003، احتل حراس الجيش الأمريكي سد حديثة في الأول من أبريل لمنع تدميره. سيؤثر تدمير السد بشكل خطير على تشغيل شبكة الكهرباء في البلاد وقد يتسبب في فيضانات كبيرة أسفل السد. بالإضافة إلى توفير الحماية من الفيضانات وثلث قدرة توليد الطاقة في العراق، يوفر السد أيضًا العبور الآخر الوحيد على نهر الفرات غرب بغداد. ميزة أخرى هي أنه باحتلال كلا الموقعين، سيتم سحب القوات العراقية من الدفاع في بغداد، والتي تتعرض للهجوم من قبل الفيلق الخامس لجيش الولايات المتحدة. ومع ذلك، فإن القيادة العليا العراقية كانت على دراية بالقيمة الاستراتيجية للسد، ولديها قوات دفاعية قوية متمركزة في سد حديثة وحوله.

## المعركة
بدأ القتال في 24 مارس 2003، عندما قام حراس الكتيبة الثالثة من فيلق الفرسان 75 بمظلة قتال وهبطوا على قاعدة H-1 الجوية لضمان استخدام القاعدة كقاعدة للعمليات الغربية. وقاد مشغلو الاستطلاع التابعون لقوة دلتا مركبات صالحة لجميع التضاريس مصممة خصيصا عبر خط الدفاع العراقي حول سد حديثة لتحديد أهداف للضربات الجوية التي شنتها قوات التحالف، مما أدى في نهاية المطاف إلى تدمير عدد كبير من المركبات المدرعة ونظم الدفاع الجوي العراقية. كشف استطلاع السد من قبل فرقة دلتا أن هناك حاجة إلى قوة أكبر للاستيلاء عليه والسيطرة عليه، لذلك طلب وتمت الموافقة على إرسال سرب دلتا ثان من فورت براغ، إلى جانب كتيبة حراسة أخرى ودبابة القتال الرئيسية M1A1 أبرامز من الكتيبة C من الكتيبة الثانية من الكتيبة 70 المدرعة.
بعد وقت قصير من الفجر، بدأ حراس السرية الثالثة على الجانب الغربي من السد بالتعرض لإطلاق النار باستخدام آر بي جي، وقتل الرقيب روني جونز، وهو قناص حارس، ثلاثة جنود عراقيين مجهزين بآر بي جي. مرت رصاصة من الحارس عبر جندي عراقي ودخلت صهريج بروبان قريب، وانفجرت صهريج البروبان، مما أسفر عن مقتل عضوين آخرين من فريق آر بي جي. في الوقت نفسه، اشتبك الحراس على الجانب الشرقي مع شاحنة تقل 14 جنديًا عراقيًا، مما أدى إلى فوز الحراس في تبادل لإطلاق النار، مما أسفر عن مقتل خمسة عراقيين على الأقل. عندما انتهى القتال، أنقذ دنكان والرقيب ألفريد بيرش من قيادة الكتيبة ثلاثة عراقيين مصابين سقطوا من التلال شديدة الانحدار أثناء تبادل إطلاق النار. بسبب أفعالهم ضد العدو، حصلوا جميعًا على النجمة الفضية.
إلى الجنوب من السد، حمت فصيلة من الحراس محطات الطاقة والمحولات في السد من التلف. وفي أماكن أخرى، أقامت فصيلة حارس أخرى حواجز على الطريق الرئيسي المؤدي إلى مجمع السد لمنع العراقيين من استعادة هذه المنطقة من السد.

## الآثار المترتبة
منذ غزو عام 2003، تمركزت مختلف وحدات مشاة البحرية الأمريكية وعدد صغير من الجنود من أذربيجان على السد. في عام 2004، قام قسم منطقة الخليج التابع لسلاح مهندسي الجيش الأمريكي بإصلاح أحد التوربينات لاستعادة السعة الكاملة لمحطة الطاقة الكهرومائية في السد. ووفقا لما ذكرته سلطة التحالف المؤقتة، فإن تشغيل التوربينات في 3 يونيو 2004 كان أول مرة تعمل فيها محطة الطاقة بكامل طاقتها منذ عام 1990.
وفي العام نفسه، وبمساعدة من سلاح المهندسين التابع لجيش الولايات المتحدة، أنشئ خط كهرباء جديد بين حديثة وبغداد لإصلاح خط سبق تدميره. يبلغ طول الخط الجديد 223 كيلومترًا (139 ميلًا)، ويحتوي على 504 أبراج، وتبلغ طاقته 400 كيلو فولت، ويمكنه توصيل 350 ميجاوات من سد حديثة بالشبكة الوطنية. وبلغت تكلفة هذا الخط 56.7 مليون دولار أمريكي، تغطيها عائدات النفط العراقي.